# Hymenopsis cudraniae
Hymenopsis cudraniae är en svampart som beskrevs av Massee 1899. Hymenopsis cudraniae ingår i släktet Hymenopsis, divisionen sporsäcksvampar och riket svampar.   Inga underarter finns listade i Catalogue of Life.